# Голуб Григорій Євстахійович
Григорій Євстахійович Го́луб (початок XVIII століття, Кролевець-Слобідка — 4 березня 1769, Київ) — український іконописець.

## Біографія
Народився на початку XVIII століття в містечку Кролевці-Слобідці (нині село Новгород-Сіверського району Чернігівської області, Україна) в сім'ї бунчукового товариша. Малярства вчився у Ніжині.
З 1727 року працював у Іконописній майстерні Києво-Печерської лаври, брав участь у розписах Успенського собору. У 1731 році виїхав на Афон. Повернувшись, жив і працював на Запорозькій Січі, де до 1756 року намалював для Києво-Печерської лаври 49 ікон на кипарисових дошках.